# پیدیکاوالو
پیدیکاوالو (به ایتالیایی: Piedicavallo) یک کومونه در ایتالیا است که در استان بیه‌لا واقع شده‌است. پیدیکاوالو ۱۷٫۸ کیلومتر مربع مساحت و ۱۸۹ نفر جمعیت دارد.

## خواهرخوانده
شهر Avrieux خواهرخواندهٔ پیدیکاوالو هست.